# Вандалия (колония)
Ванда́лия — неосуществлённый проект в рамках британской колонизации Северной Америки в XVIII веке.

## История
В XVIII веке британские земельные спекулянты несколько раз пытались колонизовать долину Огайо, среди которых самым известным было предоставление Георгом II Компании Огайо 200 000 акров (800 км2) в районе нынешнего Питтсбурга. Франко-индейская война (1754—1763) и восстание Понтиака (1763—1766) отложили освоение региона.
После подавления восстания Понтиака, торговцы, потерявшие свои товары во время столкновений, создали группу, известную как пострадавшие торговцы, впоследствии преобразованную в Компанию Индианы. По  в подписанному форте Стенвикс в 1768 году договору, британцы требовали от ирокезов предоставления пострадавшим торговцам земельных угодий. Наибольшими выгодоприобретателями были Сэмьюэл Уортон и Уильям Трент, получившие земли в течении реки Огайо, на традиционных охотничьих угодьях ирокезов. Уортон и Трент отправились в Англию за подтверждением статуса своих приобретений, объединившись в Компанию Огайо.
Компания Огайо получила бо́льшие земли, чем были предоставлены им по договору с индейцами. Развитие компаний включало в себя создание новой колонии, первоначально названной Питсильванией (Wright 1988:212), но в дальнейшем ставшей известной как Вандалия. Такое название колония получила в честь королевы Шарлотты, считавшей себя потомком вандалов

Противодействие со стороны конкурирующих групп и разразившаяся война за независимость США (1775—1783) помешали развиться Вандалии в полноценную колонию. Во время войны некоторые колонисты подали петицию Континентальному конгрессу с просьбой признать их в качестве новой провинции под названием Вестсильвания, находившейся примерно в тех же границах, что и Вандалия раньше. Однако, поскольку и Виргиния, и Пенсильвания претендовали на эти земли, принятие решения было ими заблокировано.